# Tréta-juga
Tréta-juga (Dévanágari: त्रेता युग) a hinduizmus időképe szerint az idő körforgásában a csaturjuga négy korszaka közül a második korszak, az ezüstkor, az áldozatok megjelenésének kora. Ebben a korszakban már romlik az erkölcs, megjelenik a bűn. A juga szanszkrit jelentése korszak. Míg az aranykorban, az igazság korában, a Szatja-jugában az erkölcs 100%-os, ebben a korszakban már csak 75%-os. A következő korszakban, a Dvápara-jugában már 50-50% az erkölcs és a bűn aránya, a negyedik korszakban, a Kali-jugában az erkölcs már 25%-ra csökken. Jelenleg a Kali-juga elején élünk. Az emberek a Tréta-juga idején még ragaszkodnak az igazsághoz, az erkölcshöz, de áldozataik már nem önzetlenek, cserébe már várnak az istenektől valamit. Egyes források szerint ebben a korszakban jelennek meg a ksatriják.
A négy korszaknak a varnák, a társadalmi osztályok szerinti elnevezése is használatos (brahmanák, ksatriják, vaisják, súdrák). A Tréta-juga a ksatriják kora.

## Helye az idő körforgásában
A Szatja-juga ideális viszonyai csökkennek, bár a Tréta-jugában még a jog, az igazság és az erény uralkodik, de már nem 100%-ban. Megjelenik 25%-ban a bűn. Ez a tendencia a korszakok  folyamán folytatódik ( Dvápara-juga, Kali-juga ), majd a világ megsemmisül, és a körforgás újra kezdődik, eljön az új Szatja-juga, majd a Tréta-juga. A korszakok hossza és az adott korszakban az emberek élettartama rövidül.  A Szatja-juga 1 728 000 emberi évig tart, a Tréta-juga 1 296 000 évig, a Dvápara-juga már csak 864 000 évig, a Kali-juga pedig 432 000 évig. Jelenleg a Kali-juga hajnalán élünk, a Kali-juga nappala i.sz.32 899-ben kezdődik. A következő Szatja-juga, egy nagy világégés után következhet, majd ezt követi a következő Tréta-juga.

## Élet a Tréta-jugában
Az emberek ragaszkodnak az igazsághoz és az erényekhez. Megjelenik a haszonelvűség. Az önmegvalósítást ceremóniák végzésével, a rituális imádattal végzik, de ennek fejében viszonzást, hasznot várnak. A nagylelkűség csökken, a vezeklés visszaszorul. Az érzéki gyönyör még akadálytalanul az ember rendelkezésére áll. Ez a ksatriják kora, a brahmana típusú élet visszaszorul.

## Visnu avatárák a Tréta-jugában
Visnu avatárái közül az ötödik, hatodik és hetedik a Tréta-jugában jelenik meg. Ezek:Vámana, a törpe, Parasuráma („csatabárdos Ráma”), a harcos és Ráma vagy Rámacsandra, az uralkodó.
- Vámana, a törpe, azért szál a földre, hogy Bali démontól megmentse a világot. Bali király lelkes Visnu hívő volt, aki annyi áldozatot mutatott be, hogy azzal már a dévák (istenek) hatalmát is megrendítette. Az istenek Visnuhoz fordultak segítségért. Visnu Vámana, egy apró termetű brahmana  képében jelent meg Bali előtt, aki szívesen látta, és megkérdezte mit kíván. Vámana akkora helyet kért, amennyit három lépéssel átér. Bali megígérte, hogy teljesíti kívánságát. Vámana ekkor óriásira nőt, és három lépéssel elfoglalta a világ mindhárom szintjét, Balinak semmi nem maradt. Így büntette meg Balit dölyfösségéért. Végül az alvilágban biztosított neki helyet, amiért hitt a felsőbbrendű erőkben.[6]
- Parasuráma („csatabárdos Ráma”), a harcos tettei a következők: Levágja anyja fejét, amikor annak tisztátalan gondolatai támadnak, bár amikor kérhet valamit apjától, azt kívánja, hogy anyja újra éljen. Később, egy viszály során a ksatrija rendbeli férfiakat kiirtja, majd kötelezi a brahmanákat, hogy az özvegyekkel háljanak, így egy tisztább harcos rendet hozzanak létre. Visnu így büntette a ksatrijákat, akik azt hitték, hogy fegyverrel mindent el tudnak érni.[5][7]
- Ráma vagy Rámacsandra, az uralkodó: A ráksaszák királya, Rávana, a gonosz ráksasza démon, elrabolta Ráma feleségét, Szítát,  és magával vitte a távoli Lanka szigetére. Ráma a keresés során majmokkal, medvékkel szövetkezett. A majmok királya, Hanumán megtalálja Szitát, és elindulnak a kiszabadítására. Hatalmas sereg gyűlt össze, töltést építettek a szigetre, legyőzték Rávana seregét. Rossz nyelvek azonban megkérdőjelezték Szita hűségét, aki ezért őserdei remeteként él tovább. Mikor Ráma sok év után újra visszafogadná kedvesét, az keserűen elutasítja, inkább a halált választja.[8]